# 新北市土城區土城國民小學
新北市土城區土城國民小學，簡稱土城國小，位於新北市土城區興城路的一所小學。設有普通班106班，學生2,920人；特教班2班、資優班2班、資源班3.5班，另有附設幼稚園4班111人、學前特教班8人。

## 歷史

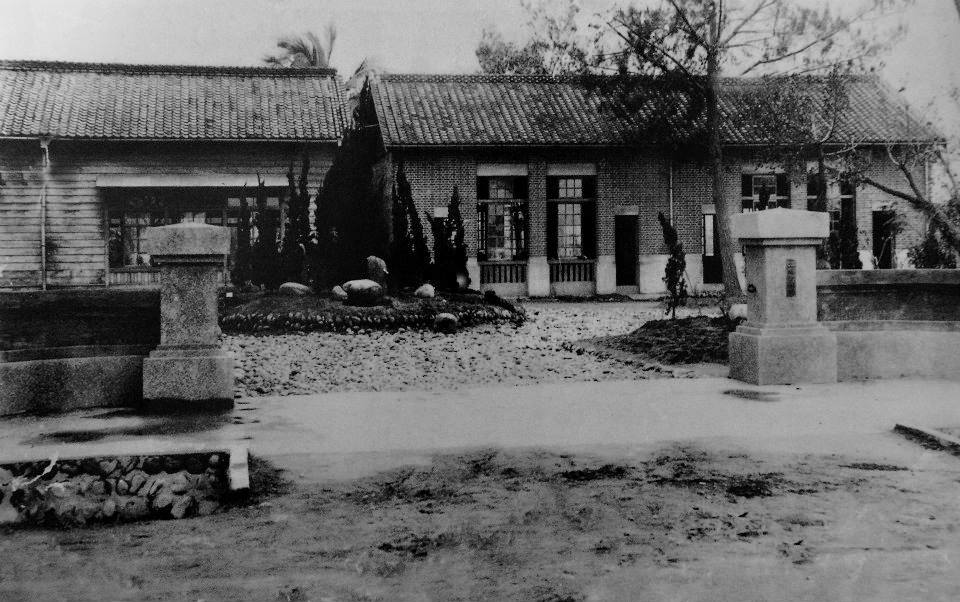
日治時期的土城公學校

1909年（日明治42年）4月1日成立板橋公學校土城分校。1913年（大正2年）4月1日獨立成為土城公學校，派吉野秀公先生接任第一任校長。1917年（大正6年）調派小宮山信二郎先生接任第二任校長。1919年（大正8年）由三木茂先生接任第三任校長。
1930年（昭和五年）永友秀夫先生接任第四任校長。
1933年（昭和八年）長瀨龍雄先生接任第五任校長。
1940年（昭和十五年）木本森太郎先生接任第六任校長。
1941年（昭和十六年）佐分利義彰先生接任第七任校長。
民國34年劉新南先生接任光復後第一任校長。
民國35年光復後第一屆畢業典禮。頂埔分校改制為頂埔國民學校。
民國37年張潮洪先生（原頂埔國校校長）接任第二任校長。
民國38年吳景星先生（原板橋國校校長）接任第三任校長。
民國39年林璞山先生（原清水國校校長）接任第四任校長。
民國45年張少徽先生（原信賢國校校長）接任第五任校長。
民國49年蘇修政先生（原十分國校校長）接任第六任校長。
民國53年林燮熙先生（原江翠國校校長）接任第七任校長。
民國57年實施九年國民教育，改制為台北縣土城鄉土城國民小學。
民國64年林燮熙校長榮調三重國小，周文明先生（原修德國小校長）接任第八任校長。
民國75年成立特教班。
民國76年周文明校長榮調二重國小，詹錦淵先生（原興南國小校長）接任第九任校長。興建智育樓、群育樓。
民國78年成立附設幼稚園。
民國83年詹錦淵校長榮調中和國小，林兩成先生（原永平國小校長）接任第十任校長。
民國86年林兩成校長退休，江銘書先生（原同榮國小校長）接任第十一任校長。
民國94年江銘書校長退休，陳成恭先生（原清水國小校長）接任第十二任校長。
民國100年陳成恭校長退休，陳雨水先生（原頭前國小校長）接任第十三任校長。
民國105年陳雨水校長退休，蔡建文先生（原中角國小校長）接任第十四任校長。
民國112年蔡建文校長榮調成功國小，謝芳儒女士（原鄧公國小校長）接任第十五任校長。

## 特色
學生社團
新北市土城國小學生社團蓬勃發展，有體育類、音樂類、藝術類、語文類等。其中規模較大、成績傑出且較為著名的社團，有少棒隊、管樂團、舞蹈社、田徑隊、硬筆書法社、射箭隊、扯鈴隊及躲避球社。
少棒隊方面，自2018年至2023年入選U12世界盃國家隊選手，計有2018年江承軒、2019年余硯誠、2022年陳瑞鑫、2023年王聖穰。
附幼
新北市土城國小附設幼兒園(簡稱附幼)112年度總班級數9班(3-5歲班7班、2歲專班1班、學前特教1班)，另還設置學前巡迴輔導班1班，巡迴服務就讀教保服務機構的身心障礙幼兒。
補校
新北市土城國小附設有國民補習學校(簡稱補校)，提供逾學齡未受九年國民教育之國民入學，學員主要為外籍配偶、新住民以及早年失學之長輩。
111學年度總班級數為4班，1年級2班。2年級1班、3年級1班，總學生數85人(新住民學生75人)，為新北市國小補校規模第2大(全市共34校國小補校)。
樂齡學習中心
新北市土城區樂齡學習中心設置於土城國小，針對55歲以上的國民推動系統性的教育學習課程，讓長者享受學習之樂。

### 獲獎
土城國小曾於2003年，以英語與資訊課程的融合，獲得中華民國創意教學獎特優的獎勵。2005年，由學校學生所製播的廣播節目「土城之聲」入圍當年度小金鐘獎評審廣播類獎項。

## 外部連結
- 新北市土城國小全球資訊網 （页面存档备份，存于）